# Шабалов, Иван Павлович
Ива́н Па́влович Шаба́лов (род. 16 января 1959 года, Чирчик, Узбекистан) – российский учёный и предприниматель, владелец компании «Трубные инновационные технологии» с активами в 22 млрд руб. Доктор технических наук.

## Биография
Иван Шабалов родился 16 января 1959 года в узбекском городе Чирчик в 40 км от Ташкента.
После школы он устроился на комбинат тугоплавких и жаропрочных металлов, где получил направление и поехал поступать в МИСиС.
Одновременно с учебой в университете Шабалов работал на производстве - на стане холодной прокатки комбината. Вместе с Шабаловым училось несколько студентов, которые впоследствии стали миллиардерами.
После окончания МИСИСа в 1983 году Шабалов поступил в аспирантуру, работал сотрудником ЦНИИ черной металлургии. К 32 годам он стал заместителем гендиректора и защитил диссертацию.
В 1991 году Шабалов был назначен гендиректором внешнеторговой советско-швейцарской компании «ТСК-Стил», занимавшейся переработкой стали и сборкой электротехники на базе Карагандинского меткомбината.
В 1993 году он стал советником первого вице-премьера правительства РФ Олега Сосковца. На этой должности он проработал до 1996 года.
В 1995 году Шабалов зарегистрировал трейдинговую компанию «Русский хром», которой руководил до 2001 года. В 1990-х годах он активно инвестирует в металлургические предприятия России.
Шабалов начал работать с «Газпромом» еще при Реме Вяхиреве в конце 1990-х годов.
В 1999-2000 годах занимал должность директора Орско-Халиловского меткомбината, куда как трейдер поставлял сырье.
В 2001 году он учредил и возглавил компанию "Инжпромтехстрой", которая до 2006 года занималась поставками металлургической продукции.
В 2004 году Шабалов объединил крупнейших российских производителей труб в ассоциацию, результатом чего стало почти полное замещение российской трубной продукцией импортных поставок.
В 2005 году он основал компанию «Северный европейский трубный проект» (СЕТП). Через несколько лет компания стала крупнейшим трубным трейдером в России. В 2010 году контрольный пакет компании был продан братьям Аркадию и Борису Ротенбергам.
В 2006 году Шабалов создал компанию "Трубные инновационные технологии", руководителем которой является до сих пор.
В 2014 году Шабалов участвовал во встрече с представителями Еврокомиссии по вопросам реализации проекта "Южный поток".

## Научная деятельность
Шабалов около 10 лет проработал в Центральном научно-исследовательском институте черной металлургии им. И.П.Бардина, где прошел путь от рядового сотрудника до заместителя директора. После ухода из НИИ он продолжил вести научную и научно-педагогическую работу.
В 2004 году Шабалову была присуждена Премия Правительства Российской Федерации в области науки и техники.